# جان-لويس دوبونت
جان-لويس دوبونت هو محامي ومحامي بلجيكي، ولد في 1965.